# Stazione di Miyamaki
La stazione di Miyamaki (三山木駅?, Miyamaki-eki) è una stazione ferroviaria della città di Kyōtanabe, nella prefettura di Kyoto, in Giappone, servente la linea Kintetsu Kyōto delle Ferrovie Kintetsu, che congiunge Kyoto con Nara. Dista 22,4 km dal capolinea di Kyoto Centrale.

## Linee
Ferrovie Kintetsu
● Linea Kintetsu Kyōto

## Aspetto
La stazione è costituita da 2 binari passanti in viadotto con due marciapiedi laterali collegati al mezzanino situato al piano terra da scale fisse, mobili e ascensori.
| 1 | ■ Linea Kintetsu Kyōto | per Shin-Hōsono, Yamato-Saidaiji, Nara, Tenri, Yamato-Yagi, Kashiharajingū-mae e Yoshino |
| 2 | ■ Linea Kintetsu Kyōto | per Shin-Tanabe, Ōkubo, Tambabashi, Kyoto e Kokusaikaikan                                |

## Stazioni adiacenti
| «                    | Servizio             | »                        |
| Linea Kintetsu Kyoto | Linea Kintetsu Kyoto | Linea Kintetsu Kyoto     |
| -------------------- | -------------------- | ------------------------ |
| Kōdo                 | Locale               | Kintetsu Miyazu          |
| Kōdo Transito        | Espresso             | Kintetsu Miyazu Transito |